# 对纳吉·阿都拉萨入狱的反应

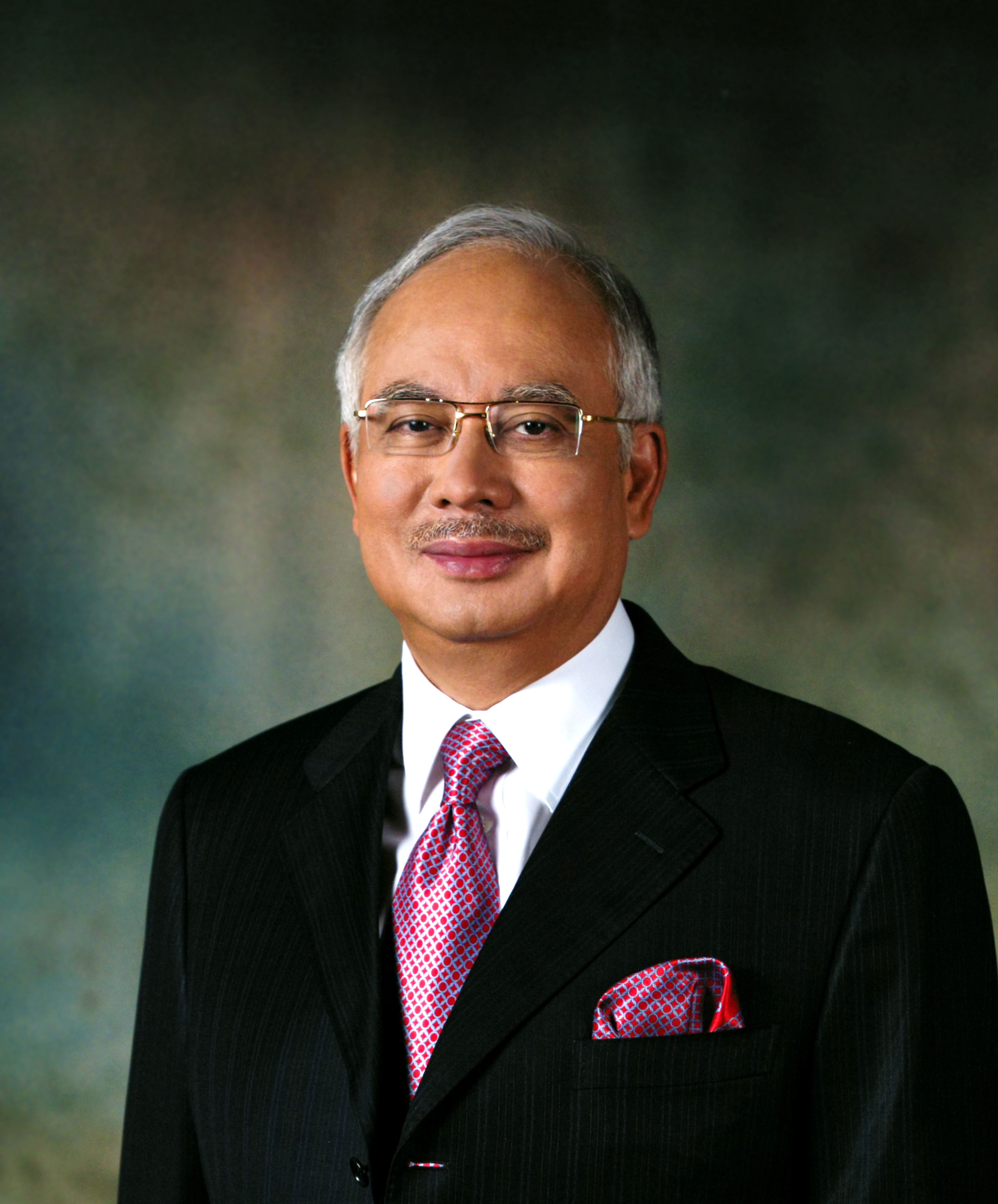
纳吉·阿都拉萨

2022年8月23日，马来西亚联邦法院五司一致驳回前首相纳吉·阿都拉萨在SRC国际公司4200万令吉洗钱案终极上诉，并裁定维持吉隆坡高庭于2020年7月的判决，即监禁12年和罚款2亿1000万令吉。纳吉之后被押送到加影监狱服刑，成为马来西亚历史上第一位被判入狱的前首相。本条目罗列了有关马来西亚国内外对纳吉入狱服刑的反应。

## 马来西亚国内

### 纳吉家属
- 纳吉女儿诺丽雅娜强调将一直与父亲同在，鼓励父亲要继续坚强，也信心喊话“Bossku”（纳吉昵称）不会就此终结[4][5]。
- 纳吉夫人罗斯玛·曼梳的长女阿兹琳在脸书以不点名方式批评继父（纳吉），只要证据确凿，再多争辩也没用，而且做错了就难以再回头。她也赞扬以联邦法院首席大法官东姑麦润为首的五司，在纳吉的SRC洗钱案终极上诉中作出的裁决，并拒绝让一些人将法庭变成“马戏团”，维护司法[6][7]。

### 首相/政治人物/政党
- 首相依斯迈沙比里否认遭施压，进而干预纳吉的SRC国际公司案[8]。
- 前首相马哈迪·莫哈末接受彭博社访问时指出，纳吉有50对50的机会可获得特赦并回归政坛，甚至再次成为首相[9]。8月25日，马哈迪表示，纳吉SRC国际公司资金挪用案审讯耗用过长的时间，拖慢了其他涉及政治人物的贪污滥权案的审讯，导致正义被拖延[10][11]。8月27日，马哈迪指出，的确有权力者可以释放纳吉，但若是如此，人民将会对纳吉被释放而感到失望[12][13][14]。9月6日，马哈迪表示，即使纳吉入狱也无法改变巫统根深蒂固的贪污文化，因此他呼吁人们彻底拒绝巫统[15][16]，并回顾纳吉任内曾革除调查1MDB案件的时任总检察长阿都干尼·巴代所引发的争议[17]。
- 前首相慕尤丁表示，本身当初坚持维护原则而遭巫统开除党籍，直至见证纳吉因贪污而入狱，自己终于可松一口气[18]。8月27日，慕尤丁以不点名方式，促请巫统以及纳吉的支持者服从法庭裁决，勿因他们的领袖被判有罪而出言威胁法官，甚至质疑司法独立[19]。
- 国会反对党领袖兼人民公正党主席安华·依布拉欣形容，由于人民在2018年作出的决定，确保了司法独立和让国家免于贪污。他说，这证明了人民当权：“人民的这项决定使得专业起诉和司法机构根据事实和法律下判的决定和勇气，而非迫执政者的政治压力，如我们过去几十年所面对的。”安华同时也感谢勇敢的法官，根据事实和法律作出判决，而不是政治权力，同时在判决时记住了人民[20]。
- 民主行动党秘书长陆兆福认为，纳吉的终极上诉失败是马来西亚人民，特别是在2018年马来西亚大选做出改变的人民胜利，对马来西亚的民主和未来而言是好的开始[21]。他同时认为，该判决可能会令来届大选延后举行[22]。
- 土著团结党宣传主任旺赛夫表示，联邦法院的判决证实了前首相，即土团党总裁慕尤丁此前为恢复国家尊严和政治完整的斗争是正确的[23]。
- 祖国行动联盟宣传主任尼占表示，在经历希盟政府、国盟政府和国阵政府三个时代下，法庭在没有政治干预下成功捍卫了自身的权威。他指出，社会不应忘记，在政治干预下，纳吉担任首相期间试图阻止通过政府机构，如马来西亚皇家警察、马来西亚反贪污委员会、皇家调查委员会、总检察署来阻止司法程序，还孤立反贪会主席、国行总裁和总检察长[24]。
- 民政党全国主席刘华才形容，联邦法院的判决是对所有政治人物，尤其是掌权者的当头棒喝[25]。他同时希望纳吉在入狱后能够诚心深切反醒，并为自己对国家及人民利益所造成的损害深悔己过[26][27]。8月27日，刘华才指出，此事彰显马来西亚法律公平与司法公正，但纳吉入狱的事件令马来西亚人与国家蒙羞[28]。8月28日，刘华才指纳吉入狱证明了民政党当年退出国阵，是正确的决定[29]。
- 巫统主席阿末扎希向纳吉精神喊话，称继续与纳吉同在[30]；而巫统政治局将在最快时间内开会，商讨对策[31]。8月28日，阿末扎希宣布，巫统将会动员党员，全力支持特赦纳吉的请愿书[32]。
- 国家诚信党主席末沙布提醒，所有人要以纳吉为鉴，切勿重蹈覆辙[33][34]。
- 民主行动党甲洞国会议员林立迎表示，随着纳吉入狱后，首相依斯迈沙比里必须指示执法单位重新开档案调查其他涉及一个马来西亚有限公司（1MDB）案的相关人士。他认为，所有当时曾协助纳吉和在逃富商刘特佐贪污的相关人士，都必须被提控[35]。
- 马华公会发言人陈君儿表示，维持司法机关的独立性与公正性是马华一贯立场，基于此原则，对于联邦法院对纳吉案件或任何其它案件的判决，马华都给予绝对的尊重[36][37]。
- 民主行动党社青团全国宣传秘书吴家良表示，此案裁决证明了纳吉贪污腐败是不折不扣的事实，因此，作为纳吉最坚实盟友的马华公会应就此向华社道歉[38][39]。
- 民主行动党顾问林吉祥指出，随著纳吉正式入狱，人民的失望及气馁逐渐消散，而在黑暗隧道的末端，终于见到曙光[40]。他表示，此事显示马来西亚不会像斯里兰卡那样，成为失败国家[41]。
- 马华公会公民社会运动局主任吴健南认为，纳吉入狱对宏观角度的民主国家而言，有著其积极的一面。他认为，尽管这项消息并不光彩，但站在宏观的民主国家角度而言，也意味著马来西亚推翻了过去一党独大的现象。吴健南说：“过去，我们总是认为首相领导著国家，就等同于掌握了国家机关，超越了三权分立的形象；但随著纳吉的入狱，即验证了即使是曾经任相的有权人物，仍须受到三权分立的约束，展现了法律面前，人人平等的局面。”[42]
- 巫统举行主席汇报会声援纳吉[43]。
- 马华公会总秘书张盛闻强调，不能埋没纳吉领导国阵政府时，为国家带来改变与发展的事实[44]。
- 民主行动党国会领袖倪可敏表示，巫统誓言与被定罪入狱的纳吉“共生死同进退”的立场，就是明确传达支持贪污腐败，这也让30%到40%的游离选民，在来届大选中更容易做出选择[45]。
- 霹雳州务大臣兼霹雳州巫统主席沙拉尼表示，所有巫统党员都应该签署请愿书，寻求国家元首特赦纳吉[46]。
- 民主行动党法律与国会事务发言人倪可汉指出，纳吉的定罪是基于在法庭上所提出的事实和证据，这与一些巫统领导人试图描绘的情况相反，事实上纳吉获得了公正的审讯和公平的司法程序。他说，法官是根据在法庭上所被提出的事实和证据做出裁决，并不是根据控方或辩方的把戏来下判，也不是根据所聘请的律师有多好来决定[47][48]。
- 民主行动党副秘书长刘镇东撰写《纳吉的陨落》一文认为，纳吉的政治生涯已经结束，不会再有卷土重来的机会。他说，纳吉不曾认真思考策略，后者一路走来的误判、迷思和愚蠢行为，是让他走向没落的原因[49]。
- 民主行动党兵如港州议员李存孝有信心第15届全国大选将在隔年才举行，而纳吉在一年内并不会获得赦免[50]。

### 非政府组织
- 净选盟对判决表示赞赏，同时呼吁所有马来西亚人尊重法院的裁决，团结一致地反贪污腐败；而联邦法院传达的讯息，是马来西亚绝不能容忍贪腐，没有人能凌驾于法律[51]。

### 民间
- 位于笨珍商业中心的火锅店在该店面子书专页发文指出，为“纪念”纳吉入狱，特别推出半价优惠。帖文指出，民众仅需分享该帖文，即可享有半价优惠，惟最后订单截止时间是到晚上9时30分[52]。
- 数百名支持者于纳吉入狱隔日聚集在国家王宫外，要求国家元首陛下特赦纳吉。大马民族团结组织（PJPNM）主席赛莫哈末要求首相依斯迈沙比里插手特赦纳吉一事，或巫统领袖撤回对现任政府的支持[53]。作为对纳吉支持者的回应，净选盟在网上发动名为“向国家元首请愿：纳吉不应该获得特赦”的签名请愿运动，请求国家元首拒绝批准宽赦纳吉的申请[54][55][56]。截至8月26日4时30分，已累计有10万311人签署[57]。
- 资深刑事律师吉旦兰认为，纳吉或不一定要就罪成入狱服刑12年，若他在狱中表现良好，刑期或会缩短，惟如果他无法支付2亿1000万令吉巨额罚款，则也有可能增加服刑年限[58]。
- 星报媒体集团顾问黄振威指出，基于“重要人物”（VIP）的安全理由，纳吉不会和其他在加影监狱的囚犯共用一间囚室。他说，根据前囚犯、狱卒及非政府组织访客说法，“重要人物”囚犯，即前政治人物、律师、警察或企业人物，可能会被分配到单独囚室服刑[59]。
- 马来西亚兴安会馆总会永久名誉总会长翁清玉表示，借由纳吉滥权罪名成立被判入狱一事，证明了任何人只要涉及贪污枉法，就必须经过马来西亚司法的审判。他说，纳吉因为SRC案件被判监，属于一项标杆性的判决[60]。

### 其他
- 反贪污委员会前特别行动组主任巴里指出，联邦法院对纳吉作出的判决，说明了尽管普遍认为巫统-国阵政府正在努力保护刑事罪犯，但马来西亚的司法系统是透明的[61]。
- 前总检察长阿布达立认为，纳吉能致函国家元首苏丹阿都拉陛下请求特赦，但他依然需要坐牢一段时间[62][63]。
- 纳吉前首席辩护律师沙菲宜阿都拉表示，纳吉入禀联邦法院的上诉申请通知书中，有94个应无罪释放的理由，其中有40个理由理据充足，纳吉不该在终极上诉中败诉。沙菲宜坚称，SRC案件的4200万令吉来源实际上是来自沙地阿拉伯的“捐款”，他说，沙地阿拉伯给予纳吉这笔钱，是因为欣赏纳吉方方面面统治马来西亚的举措[64]。

## 国际反应
- 揭发一马公司丑闻的美国《华尔街日报》前调查记者汤姆赖特（Tom Wright）在网媒《Whale Hunting》撰文，表达对纳吉终于入狱感到欣慰[65][66]。但他指出，马来西亚只是继新加坡之后，第二个把1MDB丑闻涉案者送入监狱的国家，并呼吁其他国家如美国和瑞士效仿，制裁其他允许这种犯罪发生的人士[67]。他在推特也透露，纳吉曾使用SRC的资金为妻子罗斯玛·曼梳购买奢侈品[68]。

## 特赦争议
2024年2月2日，特赦局宣布，同意允准纳吉的刑期减至6年，而罚款则从2亿1000万令吉减至5000万令吉。 该决定引起各方对安华·依布拉欣政府的批评。一方面持反对特赦立场的人批评纳吉作为罪证确凿的罪犯仍获得减刑特赦。另一方面，支持纳吉特赦的人（包括巫统和纳吉家属）则失望其未能获得特赦局完全赦免。安华对此强调，必须尊重特赦局为纳吉减刑的决定。民主行动党秘书长兼交通部长陆兆福则表示，这决定引起了希盟支持者的失望，但他希望各方可以保持冷静看待。
时评员兼律师洪伟翔及宪法专家兼律师区天惠一致认为，纳吉减刑的决定，在舆情舆理舆法，都是错误及不寻常的并且难以服众。洪伟翔指出，纳吉才服刑一年多就获得减半刑罚，这在情感上很难被接受，纳吉一直坚称自己无罪，特赦的理由也是如此，认为法律审判不公平，纳吉并没有认错却获得了减刑赦免在理论上是无法接受的。他进一步说，法庭已多次裁定纳吉有罪，判处12年监禁和2亿1000万令吉的罚款，现在无需任何理由就给予纳吉赦免，在法律上完全站不住脚，而这可能会损害马来西亚法治的信誉。